# Quercus kiukiangensis
Quercus kiukiangensis är en bokväxtart som först beskrevs av Yong Tian Chang, och fick sitt nu gällande namn av Yong Tian Chang. Quercus kiukiangensis ingår i släktet ekar, och familjen bokväxter.

## Underarter
Arten delas in i följande underarter:
- Q. k. kiukiangensis
- Q. k. xizangensis